# The Mission (Styx)
The mission is een studioalbum van Styx. 
De succesjaren van Styx zijn in 2017 al lang achter de rug. Styx toerde voorafgaand aan dit album wel regelmatig, maar nieuw werk verscheen voor het laatst in 2003 met album Cyclorama. De start voor het album kwam van gitarist Tommy Shaw, die een riff ontdekte, die later in de track Mission to Mars terecht kwam. Shaw en muziekproducent Will Evankovich werkten vervolgens een verhaal uit over een vlucht naar Mars te houden in 2033. De bemanning van de Khedive weet vooraf al dat het alleen gaat om een vlucht naar de planeet, een terugreis is niet ingecalculeerd. Het duurde twee jaar om het album op de markt te krijgen, het verscheen op het eigen label Alpha Dog, gedistribueerd door Universal Music. Opnamen van dit conceptalbum vonden plaats in de Blackbird Studios, The Shop en Studio Amontillado, alle drie in Nashville (Tennessee). Styx’ handtekening bestaande uit de close harmony ontbrak ook op dit album niet. 
Van het album werd in Gone gone gone een single getrokken. Voordat het definitieve album werd uitgegeven werden Radio silence en Hundred million miles from home al vrijgegeven via andere media.
Ter promotie van het album ging de band op concertreis samen met REO Speedwagon. Ook in 2018 toerde Styx nog door de Verenigde Staten. Het album wist enkele noteringen te halen in de albumlijsten van Canada, Duitsland, Verenigde Staten, Zwitserland. Het haalde in België de Vlaamse Ultratop 200, met een week notering op plaats 185.

## Musici
De zangers vertolken elk een rol in het uiteindelijke verhaal.
- Tommy Shaw – gitaren, mandoline, zang
- James Young – gitaren, zang
- Chuck Panozzo – basgitaar
- Todd Sucherman – drumstel, percussie, waterphone
- Lawrence Gowan – toetsinstrumenten, zang
- Ricky Phillips – basgitaar

Met
Will Evankovich – synthesizers, gitaar, geluidseffecten tevens muziekproducent en geluidstechnicus

## Muziek
| Nr. | Titel                                                   | Duur |
| --- | ------------------------------------------------------- | ---- |
| 1.  | Overture (Shaw)                                         | 1:23 |
| 2.  | Gone gone gone (Young, Shaw, Evankovich)                | 2:07 |
| 3.  | Hundred miles away from home (Shaw, Evankovich)         | 3;39 |
| 4.  | Trouble at the big show (Young, Shaw, Evankovich)       | 2:30 |
| 5.  | Locomotive (Shaw, Evankovich)                           | 5:03 |
| 6.  | Radio silence (Shaw, Gowan, Evankovich)                 | 4:17 |
| 7.  | The greater good (Shaw, Gowan, Evankovich)              | 4:10 |
| 8.  | Time may bend (Evankovich, Shaw)                        | 2:30 |
| 9.  | Ten thousand ways (Gowan, Shaw)                         | 1:22 |
| 10. | Red storm (Shaw, Evankovich)                            | 6:04 |
| 11. | All systems stable (Evankovich, Shaw, Gowan, Sucherman) | 0:17 |
| 12. | Khedive (Gowan, Shaw)                                   | 2:04 |
| 13. | The outpost (Shaw, Gowan, Evankovich)                   | 3:51 |
| 14. | Mission to Mars (Shaw)                                  | 2:43 |